# 비행사의 아내
비행사의 아내(La Femme De L'aviateur, The Aviator's Wife)는 프랑스에서 제작된 에릭 로메르 감독의 1981년 코미디, 드라마, 멜로/로맨스 영화이다. 마리 리비에르 등이 주연으로 출연하였고 마가렛 메네고즈 등이 제작에 참여하였다. 알려진 다른 제목은 희극과 격언 I(La femme de l)이다.

## 출연

### 주연
- 마리 리비에르
- 안느-로르 머리
- 마티유 까리에

### 조연
- 필립 캐로잇
- 코랄리 클레망
- 리자 에레디아
- 메리 스티븐
- 로세테
- 파브리스 루치니